# Тиберій Клавдій Менекрат
 Тиберій Клавдій Квіріна Менекрат (лат. Tiberius Claudius Quirina Menecrates; ? — I ст. н. е.) — давньогрецький медик часів ранньої Римської імперії, засновник так званої логічної медицини.

## Життєпис
Про родину та дату, місце народження його немає відомостей. Навчався, ймовірно у Коській або Смірнській медичній школі. Під час перебування майбутнього імператора Тиберія на острові Родос затоваришував з останнім. Разом із ним згодом перебрався до Риму, а після сходження того на трон у 14 році став спочатку римським громадянином, отримавши ім'я та прізвище Тиберій Клавдій, а потім особистим лікарем імператора. Стосовно дати смерті також не існує жодної інформації.

## Діяльність
Уславився як засновник так званої логічної медицини, якій дав обґрунтування в праці «Zeophletensis» у 156 томах. З неї до тепер збереглися невеличкі уривки. Представлені численні лікарські формули у скороченнях. За свою лікарську діяльність отримав почесні декрети низки міст імперії. Мав багатьох послідовників, які встановили Менекратові пам'ятний надгробок у Римі.